# Emanuel Perrone
Emmanuel Perrone est un ancien footballeur argentin né le 14 juin 1983 à Río Cuarto. Il jouait comme au poste d'avant-centre.